# Erich Jacques Wolff
Erich Jacques Wolff, geboren als Jakob Wolff (* 3. Dezember 1874 in Wien; † 20. März 1913 in New York City), war ein österreichischer Komponist. Wolff studierte in Wien am Konservatorium der Gesellschaft der Musikfreunde, Klavier bei Anton Door und Komposition bei Robert Fuchs. Er starb während einer Konzertreise an einer Ohrenentzündung.

## Werke
Das Kunstlied mit über 150 Beiträgen war im Zentrum von Wolffs kompositorischen Schaffens. Zudem schrieb er Klaviermusik für zwei und vier Hände, Kammermusik für Violine und Klavier, drei Melodramen, ein Violinkonzert und die Phantastische Ballettpantomime in 4 Akten, die 2013 postum in Prag uraufgeführt wurde.
1914 erschien bei Bote & Bock in Berlin eine dreibändige Ausgabe seiner Lieder.

## Stilistisches
Wolffs Werke wurden zu seinen Lebzeiten vollständig verlegt. Klaus Simon verweist in seinen Kommentaren darauf, dass sich in Wolffs zahlreichen Vertonungen von Texten aus „Des Knaben Wunderhorn“ stilistische Parallelen zu Gustav Mahler erkennen ließen. Auch der Gebrauch volkstümlicher und dialektaler Texte wird von Simon hervorgehoben. Er betont darüber hinaus die anspruchsvolle Klavierbehandlung sowie harmonische Gestaltungen, die Anklänge an die Hochromantik eines Robert Schumann aufweisen. Wolff nutze teilweise die Ausdrucksmöglichkeiten der spätromantischen Harmonik, ohne jedoch – wie etwa sein Zeitgenosse Arnold Schönberg – zur Atonalität überzugehen. Einzelne Lieder lassen auch eine Vertrautheit mit der Harmonik Richard Wagners erkennen.

„Trotz dieser Einflüsse, die auch bei seinen Liedern mal mehr oder weniger zum Tragen kommen, hat er dennoch einen eigenen Stil herausgebildet. Er schafft es, für jeden seiner vertonten Texte (von Dichtern wie Michelangelo, Goethe, Hölderlin, Storm, Hafis-Daumer, Eichendorff, Keller bis hin zu Zeitgenossen wie Dehmel, Bierbaum, Liliencron, Baudelaire oder Verlaine) den richtigen Tonfall zu finden.“

## Rezeption
Nach seinem frühen Tod in den USA geriet Wolff vor allem in Europa in Vergessenheit. In den USA, wo sich Sänger wie Julia Culp oder der damalige MET-Star Florence Easton noch für ihn einsetzten, blieben manche seine Lieder bis nach dem Zweiten Weltkrieg im Repertoire.
Historische Gründe dafür sind wohl der Ausbruch des Ersten Weltkriegs, seine Werke konnten, wie die aller jüdischen Komponisten, weder 1933 bis 1945 in Deutschland noch von 1938 bis 1945 in Österreich aufgeführt werden. Die meisten seiner Werke werden heute nicht mehr verlegt, allerdings bemühen sich seit den frühen 2000er Jahren die Labels Thorophon und in jüngerer Zeit Naxos um CD-Produktionen seiner Lieder. Die Naxos-Ausgaben werden wissenschaftlich begleitet von dem Pianisten Klaus Simon.

## Werkverzeichnis
- Op. 1: Sechs Lieder (1901?)[4]

- Op. 2: Zwei Intermezzi für Violine und Klavier (1902?)
- Op. 3: Vier Lieder (1903)
- Op. 4: Sechs Kleine Tänze für Klavier zu vier Händen (1903)
- Op. 5: Zwölf Slawische Volksweisen für Klavier solo (1903)a
- Op. 6: Eine Liebesnovelle – Drei Klavierstücke nach Gedichten von Luise Glaß
- Op. 7: Vier Stücke für Klavier (1905)
- Op. 8: Sechs Gedichte von Richard Dehmel (1907)
- Op. 9: Sechs Gedichte aus „Des Knaben Wunderhorn“ (1907)
- Op. 10: Zwei Gesänge (1907)
- Op. 11: Vier Gedichte (1907)
- Op. 12: Neun Lieder nach verschiedenen Dichtern (1907)
- Op. 13: Sechs Lieder nach verschiedenen Dichtern (1907)
- Op. 14: Vier Gedichte von Eichendorff (1907)
- Op. 15: Drei Lieder von Goethe (1907)
- Op. 16: Drei Konzertetüden für Klavier solo (1908)
- Op. 17: Einen Sommer lang – in sechs Liedern (1908)
- Op. 18: Sechs Lieder (1908)
- Op. 19: Neun Gedichte aus „Jost Seyfried“ von Cäsar Flaischlen (1909)
- Op. 20: Konzert für Violine und Orchester Es-Dur (1909)
- Op. 21: Vier Kinderlieder von Richard Dehmel (1909)
- Op. 22: Sieben Lieder nach verschiedenen Dichtern (1910)
- Op. 23: Vier Mädchenlieder nach Paul Heyse (1910)
- Op. 24: Zehn Lieder nach Gottfried Keller (1910)
- Op. 25: Neue Kinderlieder (1910)
- Op. 26: Sechs Lieder auf Texte von Jens Peter Jacobsen (1913)[5]
- Op. 28: Elf Lieder aus „Des Knaben Wunderhorn“ (1910–1913?)
- Op. 29: Zehn Lieder im Volkston bzw. nach Volksdichtungen (1910–1913?)
- Op. 30: 14 Lieder aus dem „Hafis“ von Georg Friedrich Daumer (1910–1913?)
- Op. 31: Acht Lieder nach Gedichten von Michelangelo (komponiert 1912)
- Op. 32: Acht Lieder nach Gedichten von Emil Faktor (1910–1913?)
- Op. 33: Elf Lieder nach Texten verschiedener Dichter (1910–1913?)
- Op. 34: Zlatorog – Phantastische Ballett-Pantomime für Frauenchor und Orchester (1906; UA Prag, 23. April 1913)

## Tonaufnahmen (Auswahl)
- Sämtliche Lieder. Bd. 1. Samantha Gaul, Daniel Johannsen, Klaus Simon (Piano). CD. Naxos 2023.
- Complete Songs. Bd. 2. Ida Adrian (Mezzosopran), Klaus Simon (Piano). CD. Naxos 2023.
- Complete Songs. Bd. 3. Hans Christoph Begemann, (Bariton), Klaus Simon (Piano). CD. Naxos 2023.
- Love Novels. Ausgewählte Lieder, Gesänge und Klavierwerke. Rebecca Broberg (Sopran), Hans Martin Gräbner (Piano), Chrysanthie Emmanouilidou (Piano solo). 2 CDs. Thorophon 201.
- Ein solcher ist mein Freund. Hafis-Gesänge, Tänze. Lieder und Melodrame. Rebecca Broberg (Sopran), Hans Martin Gräbner (Piano), Chrysanthie Emmanouilidou (Piano solo). CD. Thorophon 2013.
- Ein neues Wunderland der Sehnsucht. Lieder und Gesänge von Erich J. Wolff in Ersteinspielungen. Rebecca Broberg (Sopran), Rainer Maria Klaas (Piano). CD. Thorophon 2014.
- Im Wendekreis des Goldbocks. Rebecca Broberg (Sopran), Rainer Maria Klaas (Piano) CD. Thorophon 2016.